# Cadabra
I Cadabra sono un gruppo musicale new wave italiano con testi cantati in inglese.

## Storia del gruppo
Nascono nel 1998 formati dal batterista Francesco Radicci. La prima formazione vede in organico Geppi Cuscito, voce, chitarra e tastiere, con il quale verrà dato alle stampe il primo album autoprodotto dal titolo “Sound Moquette” (2001), gelida new wave elettronica, orecchiabile e a tratti psichedelica. All'indomani dell'uscita del disco, Geppi Cuscito lascia il gruppo per diventare fonico e turnista. Verrà sostituito dal fratello Sebiano e, con l'inserimento del bassista Vincenzo Romano, i Cadabra assumono la loro fisionomia definitiva, rimasta inalterata fino ad oggi.
Autoproducono altri due mini album: “Blood And Blades” (2003) e “Love Boulevard” (2006). Nelle loro tournée nazionali aprono, tra gli altri, i concerti di Marlene Kuntz, Diaframma e Andy dei Bluvertigo). Il secondo album si intitola “Wave/Action” (2009), disco per il quale i Cadabra decidono di abbandonare l'elettronica a favore delle chitarre e di un suono ruvido ed essenziale. Nel giugno del 2011 viene dato alle stampe l'album “Past To Present”, antologia contenente tutti i lavori precedenti “Wave/Action”, irreperibili sul mercato, insieme ad inediti e versioni remixate.

## Formazione

### Formazione attuale
- Sebiano Cuscito - voce, chitarra, tastiera
- Vincenzo Romano - basso
- Francesco Radicci - batteria

### Ex componenti
- Geppi Cuscito - voce, chitarra, tastiera (1998-2001)
- Maurizio Gasparro - chitarra  (2001-2002)
- Marcello Ciccarone - chitarra  (2006-2008)

## Discografia

### LP/CD
- 2001 - Sound Moquette
- 2009 - Wave/Action
- 2011 - Past To Present (raccolta)

### Singoli/EP
- 2003 - Blood And Blades
- 2006 - Love Boulevard